# Revolució dels Clavells
La Revolució dels Clavells (Revolução dos Cravos en portuguès) va ser un alçament militar i civil que va tenir lloc a Portugal el dia 25 d'abril del 1974 i que va acabar amb el règim polític conegut com a Estat Nou, vigent des de 1926. L'alçament va ser dut a terme pels oficials intermedis de la jerarquia militar (el MFA), la majoria dels quals eren capitans que havien participat en la guerra colonial. Després del triomf de la revolució es va restaurar la democràcia i inicià un convuls període d'agitació que duraria uns dos anys, també es va concedir la independència a les colònies portugueses a l'Àfrica (Guinea Bissau, Cap Verd, Angola i Moçambic).

## Precedents
Com a conseqüència del cop militar del 28 de maig del 1926, va ser instaurat a Portugal un règim autoritari d'inspiració feixista. El 1933, el règim, que s'autodenomina Estado Novo, és remodelat i António de Oliveira Salazar va passar a controlar el país. Salazar tindrà el poder fins a l'any 1968, quan li va ser retirat a conseqüència d'una hemorràgia cerebral. El substitut va ser Marcelo Caetano que va dirigir el país fins que va ser deposat el 25 d'abril del 1974.
Sota el govern de l'Estado Novo, Portugal va ser considerat sempre una dictadura per l'oposició, pels observadors estrangers i àdhuc pels mateixos dirigents del règim. Formalment, existien eleccions, però sempre van ser contestades per una oposició que acusava el govern de frau electoral i de no respectar el deure d'imparcialitat.
L'Estado Novo posseïa una policia política, la PVDE (Polícia de Vigilancia e Defesa do Estado), anomenada a partir del 1945 la PIDE (Policia internacional e de Defesa do Estado) i, a partir del 1969, la DGS (Direcção-Geral de Segurança; en català, la Direcció General de Seguretat) que perseguia els opositors del règim. La política colonial del país va ser de mantindre les colònies rere la dècada 1960, al contrari que la majoria dels països europeus, essencialment perquè la manutenció d'un imperi colonial formava part de la visió de la història dels ideòlegs del règim. Malgrat la contestació als fòrums mundials, com l'ONU, Portugal va mantenir una política de força i va ser obligat, a partir de l'inici dels anys seixanta, a defensar militarment les colònies contra els grups independentistes a l'Angola, a la Guinea Bissau i al Moçambic.
Econòmicament, el règim va mantenir una política de condicionament industrial que consistia a atribuir el mercat portuguès a només alguns grups industrials. El país va romandre pobre fins als anys 60 i això va estimular l'emigració cap a països com ara França o Suïssa però, a partir dels anys seixanta es va produir, com a bona part d'Espanya, un gran desenvolupament econòmic.

## Preparació
La primera reunió clandestina de capitans va tenir lloc a Bissau, el 21 d'agost del 1973. Una nova reunió, el 9 de setembre del 1973 al Monte Sobral (Alcáçovas) va crear el Movimento das Forças Armadas. El dia 5 de març del 1974 va ser aprovat el primer document del moviment: "Els Militars, les Forces Armades i la Nació" que va circular clandestinament. El dia 14 de març el govern va destituir els generals António de Spínola i Francisco da Costa Gomes dels seus càrrecs en haver refusat de participar en una cerimònia de suport al règim. El dia 24 de març la darrera reunió clandestina va decidir el derrocament del règim per la força.

## Moviments militars durant la Revolució
El dia 24 d'abril del 1974, un grup de militars comandats per Otelo Saraiva de Carvalho va instal·lar secretament el lloc de comandament del moviment colpista a la caserna de Pontinha, a Lisboa.
A les 10:55 de la nit va ser retransmesa la cançó E depois do Adeus, de Paulo de Carvalho, pels Emissores Associados de Lisboa. Aquest va ser un dels senyals prèviament convingut pels colpistes que anunciava la presa de posicions de la primera fase del cop d'estat.
El segon senyal va produir-se a les 00:20 de la matinada, quan va ser retransmesa la cançó Grândola Vila Morena de José Afonso, pel programa Limite de la Rádio Renascença, que confirmava el cop i marcava l'inici de les operacions. El locutor de l'emissió va ser Leite de Vasconcelos, periodista i poeta moçambiquès.
El cop militar del dia 25 d'abril va tenir la col·laboració de diversos règims militars que van desenvolupar una acció concertada.
Al nord del país, una força del CICA 1 liderada pel Tinent Coronel Carlos Azeredo va prendre el Quarter General de la Regió Militar de Porto. Aquesta força va ser reforçada per altres vingudes de Lamego. Forces del BC9 de Viana do Castelo van ocupar l'Aeroport de Pedras Rubras i forces del CIOE van ocupar la RTP i el RCP de Porto. El règim va reaccionar i el ministre de defensa va ordenar a les tropes de Braga que avançaren cap a Porto però les forces de Braga ja s'havien adherit al colp militar.
L'Escola Pràctica de Cavalleria de Santarém va tindre el paper més important amb l'ocupació del Terreiro do Paço, que és la plaça de Lisboa on hi ha la seu de bona part dels ministeris. Les forces de l'Escola Pràctica de Cavalleria eren comandades pel capità Salgueiro Maia. El Terreiro do Paço va ser ocupat a les primeres hores del matí. Salgueiro Maia va traslladar més tard part de les seues forces cap al Quartel do Carmo on era el cap del govern, Marcello Caetano, que va retre's al final del dia al General António de Spínola i va anar-se'n a Madeira, des d'on va partir en exili cap al Brasil.
El 25 d'abril del 1974 van morir 4 persones, en disparar alguns membres de la policia política a les persones que es manifestaven davant els locals d'aquesta policia.

## La política de lesTres D
L'endemà, Spínola va anunciar la formació d'una junta de salut nacional i va llegir la proclamació redactada per la MFA. Aquesta proclamació afirmava que el poder seria remès als civils després de la celebració d'eleccions lliures i insistia en la voluntat d'una política de les Tres D: «democratitzar, descolonitzar i desenvolupar».

## Conseqüències
Després del 25 d'abril van ser alliberats els presos polítics de la Presó de Caxias. Els líders polítics de l'oposició a l'exili van tornar al país durant els dies següents. Una setmana més tard, l'1 de maig fou celebrat legalment al carrer per primera vegada en molts anys. A Lisboa van reunir-se vora 500.000 persones.
Portugal va passar per un període d'agitació que va durar més o menys dos anys, marcats per la lluita entre l'esquerra i la dreta.
La banca i la major part de la indústria foren nacionalitzades i l'Estat va arribar a tenir el control directe de fins al 70% del PIB. Amb el consentiment del Govern, milers de camperols van ocupar els grans latifundis del sud i l'Alentejo i es va iniciar el procés de descolonització, amb el retorn de centenars de milers de persones a la metròpoli. El clima social i polític s'agita i polaritza, sorgint grups d'extrema dreta i divisions internes a l'Exèrcit que amenaçaven amb un conflicte civil de conseqüències impredictibles, amb un fallit cop d'estat del general António de Spínola.
António Ramalho Eanes, com a tinent coronel, va dirigir les operacions militars que van neutralitzar l'intent de cop d'estat a Portugal de novembre de 1975 duta a terme per la facció més radical d'esquerra del Moviment de les Forces Armades (MFA), projectant Eanes a l'avantguarda de la vida nacional. Ja general de quatre estrelles, va ser nomenat cap de l'estat major de l'exèrcit com a conseqüència immediata del seu paper en la neutralització dels sectors més radicals de l'intent de cop d'estat.
L'Assemblea Constituent elegida després de les primeres eleccions generals lliures van redactar una nova constitució que va entrar en vigor el 25 d'abril de 1976, quan van celebrar-se eleccions presidencials i eleccions legislatives va ser establerta una democràcia parlamentària com les d'Europa Occidental, amb António Ramalho Eanes com a President i Mário Soares com a primer Ministre.